# Sérgio Vieira de Mello
Pour les articles homonymes, voir Vieira et De Mello.
Ne doit pas être confondu avec le poète et l'homme politique mozambicain Sérgio Vieira.
 (novembre 2024).
Si vous disposez d'ouvrages ou d'articles de référence ou si vous connaissez des sites web de qualité traitant du thème abordé ici, merci de compléter l'article en donnant les références utiles à sa vérifiabilité et en les liant à la section « Notes et références ».
Sérgio Vieira de Mello, né le 15 mars 1948 à Rio de Janeiro (Brésil) et mort le 19 août 2003 à Bagdad (Irak) lors d'un attentat-suicide attribué à Al-Qaïda en Irak, est un fonctionnaire international brésilien des Nations unies. Il exerce diverses fonctions pour l'Organisation des Nations unies ou ses agences. 

## Biographie

### Jeunesse et formation
Fils de diplomate, il commence par accompagner son père à l'étranger au gré de ses mutations professionnelles. Après une scolarité au lycée franco-brésilien de Rio de Janeiro (aujourd’hui lycée Molière), il étudie à Rio de Janeiro, Fribourg et Paris où il obtient une licence puis une maîtrise d'enseignement en philosophie, respectivement en 1969 et 1970. Durant les quatre années qui suivent, Sérgio Vieira de Mello poursuit des études de philosophie à la Sorbonne, au terme desquelles il obtient un doctorat de troisième cycle, puis, en 1985, un doctorat d'État ès lettres et sciences humaines.[réf. souhaitée]

### Carrière
C'est en 1969 qu'il commence sa carrière de fonctionnaire international aux Nations unies. D'abord affecté au Haut-Commissariat des Nations unies aux droits de l'homme (HCR) à Genève, jusqu'en 1980, puis conseiller politique de la force de l'ONU au Liban (1981-1983), il poursuit son ascension dans la hiérarchie onusienne au sein des organes d'aide aux réfugiés (1983-1993). Il est par la suite chargé de mission par le secrétaire général des Nations unies Boutros Boutros-Ghali en ex-Yougoslavie (1993-1994), avant de devenir l'adjoint de Sadako Ogata, Haut commissaire des Nations unies pour les réfugiés (1995-1997).[réf. souhaitée]
En 1998, il est nommé coordinateur de l'aide humanitaire d'urgence. On le retrouve plus tard comme administrateur des Nations unies au Kosovo en juin-juillet 1999, puis au Timor oriental en crise (1999-2002), où il accompagne avec succès la marche vers l'indépendance de cette jeune nation, avant d'être désigné par le secrétaire général Kofi Annan à la tête du Haut-Commissariat des Nations unies aux droits de l'homme (HCDH).[réf. souhaitée]

### Mort
Au bout de quelques mois seulement, Kofi Annan le désigne comme son représentant en Irak, qui est alors secoué par le terrorisme. C'est au cours de cette mission difficile d'assistance à la population irakienne qu'il est tué lors de l'attentat-suicide qui touche le quartier général de l'ONU le 19 août 2003. Abou Moussab Al-Zarqaoui, chef d'Al-Qaïda en Irak, a revendiqué l'attaque, qui a aussi été attribuée au groupe kurde Ansar al-Islam et à d'autres mouvements. Un artificier d'Al-Qaïda en Irak, arrêté en janvier 2005, a été accusé par le gouvernement irakien d'avoir participé à l'attentat, et un mandat d'arrêt est lancé en décembre 2005 contre un membre d'Ansar al-Islam, Mullah Halgurd Al-Khabir, qu'on affirme lié à Al-Qaïda en Irak.
Sa dépouille est ensuite rapatriée et inhumée dans l'intimité le 28 août au cimetière des Rois de Genève, siège du HCDH et du HCR et ville à laquelle il se disait profondément attaché pour l'avoir découverte alors qu'il n'avait que 21 ans et pour y avoir passé de nombreuses années.[réf. souhaitée]
Sérgio Vieira de Mello aura passé au total 34 années de sa vie au service de l'ONU et était vu par beaucoup comme un possible successeur de Kofi Annan à la tête des Nations unies.[réf. souhaitée]

### Vie privée
En 1973, il se marie à Annie Personnaz, avec qui il a deux fils, Laurent et Adrien ainsi qu'une fille, Benedicta. Ils vivent près de la frontière avec la Suisse.[réf. souhaitée]

## Héritage
Son vœu le plus cher figure aujourd'hui sur sa tombe : « L'intégration de tous les courants constitue le progrès de l'humanité. »

## Hommages
Le film Sergio, réalisé par Greg Barker (en), sort en 2020. Il retrace son parcours et l’attentat de Bagdad. Il est notamment diffusé sur Netflix. 
En 2023, il reçoit le Prix des droits de l'homme des Nations unies et 2004, il reçoit la bourgeoisie d'honneur de la ville de Genève. 

### Monument

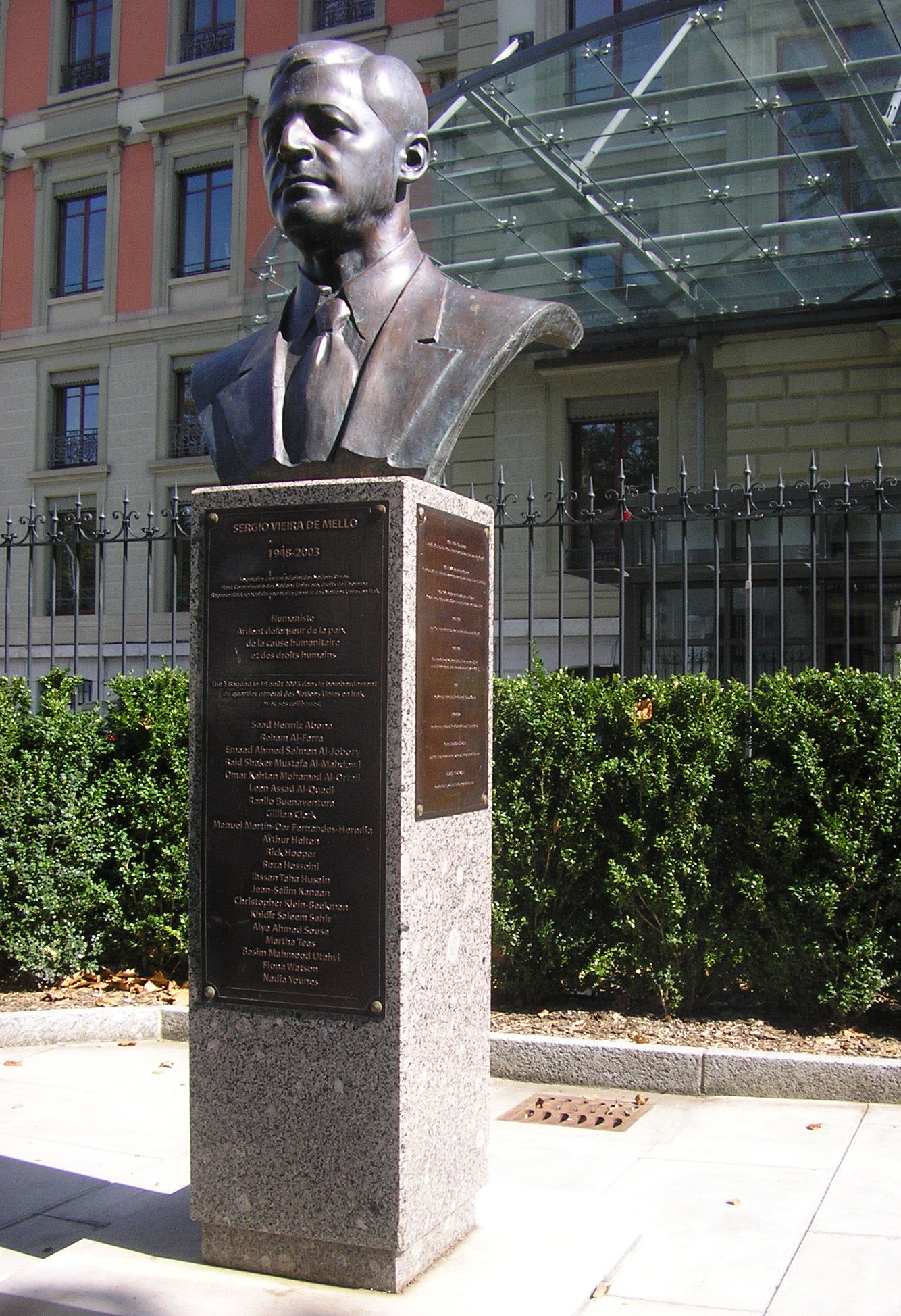
Son buste devant le palais Wilson à Genève.

Sérgio Vieira de Mello n'est pas mort seul dans l'attaque du QG de l'ONU à Bagdad. Un monument érigé devant le palais Wilson à Genève comporte son buste ainsi que la liste des victimes :
- Saad Hermuz Abona
- Reham al-Farra
- Raid Shaker Mustafa al-Mahdawi
- Omar Kahtan Mohamed al-Orfali
- Leen Assad al-Qadi
- Mahmoud Taiwi Basim
- Ranilo Buenaventura
- Gillian Clark
- Arthur Helton
- Richard Hooper
- Reza Hosseini
- Jean-Sélim Kanaan
- Christopher Klein-Beekman
- Ihssan Taha Hussein
- Manuel Martin
- Khidir Saleem Sahir
- Emaad Ahmed Salman
- Alya Sousa
- Martha Teas
- Fiona Watson
- Nadia Younès